# نیدمور، شهرستان بیلی، تگزاس
نیدمور (به انگلیسی: Needmore) یک منطقهٔ مسکونی در ایالات متحده آمریکا است که در تگزاس واقع شده‌است. نیدمور ۴۵ نفر جمعیت دارد و ۱٬۱۸۳٫۸۶ متر بالاتر از سطح دریا واقع شده‌است.